# Odo van Bayeux

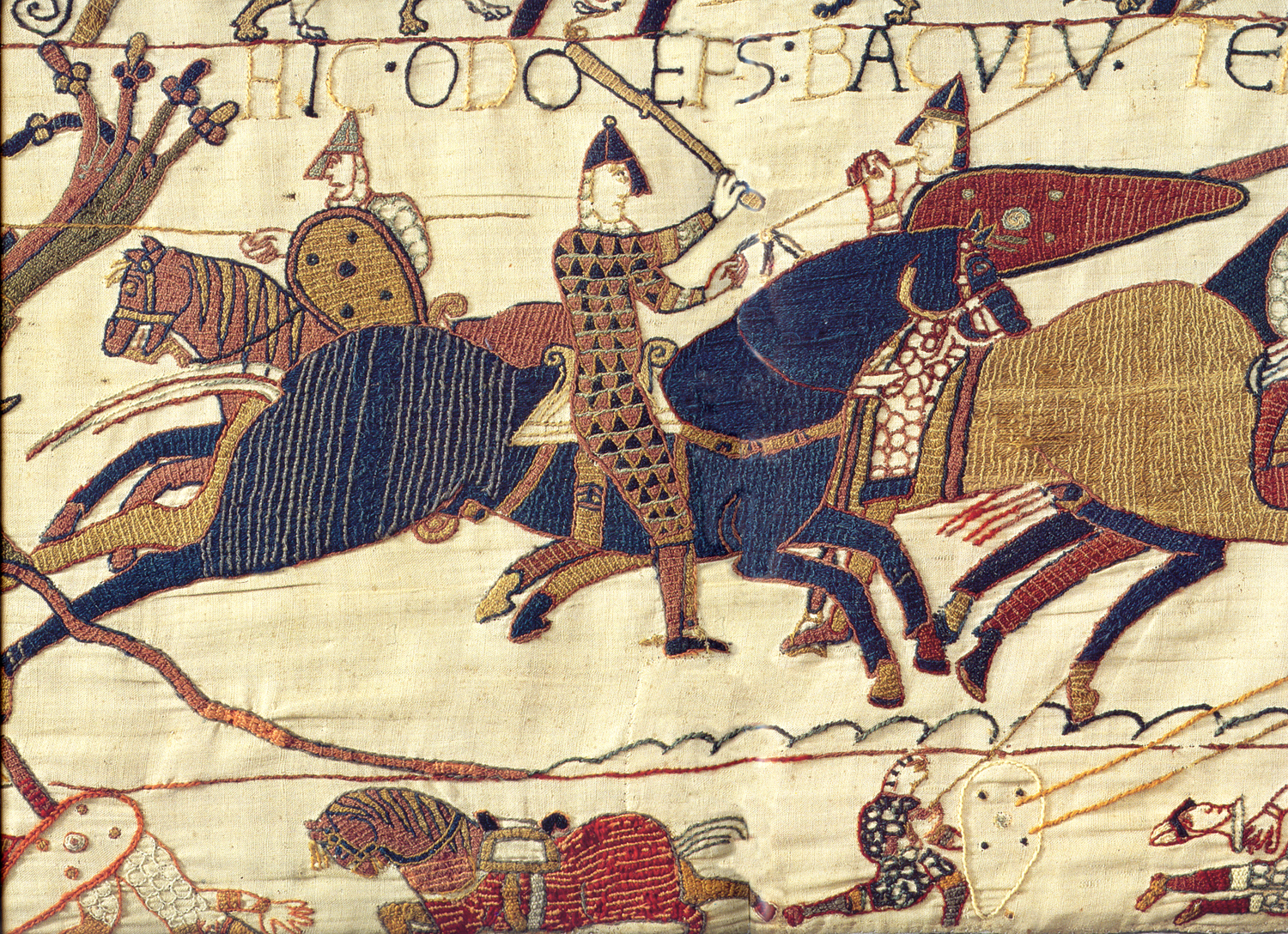
Odo met de troepen van Willem tijdens de Slag bij Hastings, zoals getoond op het Tapijt van Bayeux.

Odo van Bayeux (1036 - Palermo, februari 1097) (Odo de Conteville, soms Eudes de Conteville) was een halfbroer van Willem de Veroveraar, bisschop en Engelse graaf. Hij was de zoon van Herleva en Herluin de Conteville. Graaf Robert de Mortain was zijn jongere broer. Er is enige onzekerheid over zijn geboortedatum. Sommige historici suggereren dat hij geboren zou zijn in 1030, zodat hij 19 was in plaats van 14 toen William hem bisschop maakte van Bayeux in het jaar 1049.

## Normandische verovering en erna
Hoewel Odo geestelijke was, is hij vooral bekend geworden als krijger en staatsman. Hij ronselde schepen voor de invasie van Engeland en was aanwezig bij de Slag bij Hastings. Omdat hij een geestelijke was, mocht hij geen bloed vergieten. Hij vocht daarom met een knots, zoals ook op het tapijt van Bayeux te zien is, wat alleen resulteerde in gebroken armen, benen en ribben.
In 1067 werd Odo graaf van Kent. Bij sommige gelegenheden, wanneer Willem afwezig was, diende hij als de facto regent van Engeland, en soms leidde hij de koninklijke troepen tegen opstanden.
Gedurende deze tijd verwierf Odo uitgestrekte landerijen in Engeland, hij bezat land in 23 districten, vooral in het zuidoosten en in East Anglia.

## Proces, gevangenisstraf en opstand
In 1076 werd hij drie dagen lang berecht op Penenden Heath in Kent voor het benadelen van de kroon en het bisdom van Canterbury. Aan het einde van het proces werd hij gedwongen om een aantal bezittingen terug te geven en zijn vermogen werd opnieuw verdeeld.
In 1082 viel hij in ongenade en werd opgesloten voor het plannen van een militaire expeditie naar Italië. Zijn motivaties zijn niet zeker. Kroniekschrijvers van een generatie later zeiden dat Odo wenste om zelf paus te worden, maar het hedendaagse bewijs is tweeledig. Ongeacht de reden bracht Odo de daaropvolgende vijf jaar door in de gevangenis en zijn Engelse landgoederen werden teruggenomen door de koning, net als zijn ambt als graaf van Kent. Odo was echter niet afgezet als bisschop van Bayeux.
Willem liet zich op zijn sterfbed in 1087 schoorvoetend overtuigen door zijn halfbroer Robert, graaf van Mortain, om Odo vrij te laten. Na de dood van de koning keerde Odo terug naar zijn graafschap en organiseerde in korte tijd een opstand met de steun van de zoon van Willem, Robert Curthose. De opstand van 1088 mislukte en William Rufus stond Odo, tot ergernis van zijn medestanders, toe om het Koninkrijk te verlaten. Daarna bleef Odo in dienst van hertog Robert in Normandië.
Hij nam deel aan de Eerste Kruistocht en startte in de onderneming naar Palestina van de hertog, maar stierf onderweg in Palermo in januari of februari 1097.
- Gemeinsame Normdatei: 100955878
- International Standard Name Identifier: 0000 0000 0257 9838
- Library of Congress Control Number: no2013053092
- Nederlandse Thesaurus van Auteursnamen: 120966468
- Virtual International Authority File: 69286527